# Turkey Creek
Turkey Creek és una població dels Estats Units a l'estat de Louisiana. Segons el cens del 2000 tenia 356 habitants.

## Demografia
Segons el cens del 2000, Turkey Creek tenia 356 habitants, 125 habitatges, i 98 famílies. La densitat de població era de 55,4 habitants/km².
Dels 125 habitatges en un 45,6% hi vivien nens de menys de 18 anys, en un 69,6% hi vivien parelles casades, en un 7,2% dones solteres, i en un 20,8% no eren unitats familiars. En el 18,4% dels habitatges hi vivien persones soles el 10,4% de les quals corresponia a persones de 65 anys o més que vivien soles. El nombre mitjà de persones vivint en cada habitatge era de 2,85 i el nombre mitjà de persones que vivien en cada família era de 3,26.
Per edats la població es repartia de la següent manera: un 32,9% tenia menys de 18 anys, un 9,6% entre 18 i 24, un 25,8% entre 25 i 44, un 19,1% de 45 a 60 i un 12,6% 65 anys o més.
L'edat mediana era de 32 anys. Per cada 100 dones de 18 o més anys hi havia 86,7 homes.
La renda mediana per habitatge era de 25.625 $ i la renda mediana per família de 31.250 $. Els homes tenien una renda mediana de 30.000 $ mentre que les dones 18.750 $. La renda per capita de la població era de 10.845 $. Entorn del 10,3% de les famílies i el 14,1% de la població estaven per davall del llindar de pobresa.

## Poblacions més properes
El següent diagrama mostra les poblacions més properes.